# Ernst Klenk (Weinbautechniker)
Ernst Klenk (* 6. Januar 1905 in Sittenhardt; † 19. Juli 1996 in Wiesbaden) war ein deutscher Weinbautechniker. Von 1946 bis 1970 leitete er die staatliche Weinbauschule in Weinsberg.

## Leben
Ernst Klenks Vater Karl Klenk war Landwirt in Gailenkirchen. Nach dem Besuch der Volksschule von 1912 bis 1918 sammelte er bis 1923 praktische Erfahrungen in verschiedenen landwirtschaftlichen Betrieben. Dann besuchte er den zweijährigen Lehrgang an der Weinsberger Weinbauschule, den er 1924 als Klassenbester abschloss. Es folgten zwei Jahre als Aufseher auf dem Hofgut Ruckhardtshausen bei Öhringen, dann war Klenk neun Jahre Verwalter der Aschrott’schen Weingutsverwaltung in Hochheim am Main. 1937 wechselte er zur Weingroßhandlung Schade und Füllgrabe in Frankfurt am Main, wo er in Abendkursen an der Handelsschule seine kaufmännischen und betriebswirtschaftlichen Kenntnisse vertiefte.
Im September 1937 rief ihn Friedrich Gräter, der Leiter der Weinsberger Weinbauschule, als Kellermeister und Direktionsassistent zurück an seine Ausbildungsstätte. Am 24. Juni 1939 heiratete er seine Frau Finni geb. Über. Nach Gräters Pensionierung wurde Klenk am 18. November 1946 zunächst kommissarischer Leiter der Weinbauschule, und vom Januar 1948 bis zum 25. März 1970 war er ihr Direktor.
In seinen 33 Jahren in Weinsberg erwarb sich Klenk zahlreiche Verdienste um den Weinbau, die Stadt Weinsberg und die Weinbauschule, die er weit über Württemberg und Deutschland hinaus bekannt machte. Schäden aus der Zeit des Zweiten Weltkriegs wurden behoben, die Kellerei wurde modern ausgebaut, die Schule wesentlich vergrößert, und die Schülerzahlen stiegen verglichen mit der Vorkriegszeit auf mehr als das Doppelte. Die Etablierung der Bundesküferfachschule mit Sitz in Weinsberg im Jahr 1948 und die Schaffung eines modernen Obstbauversuchsgutes auf der Domäne Heuchlingen in den 1950er-Jahren gehen ebenso auf Klenk zurück wie die Gründung des Ehemaligenvereins als Träger der beruflichen Erwachsenenfortbildung, die Anlage von Stauseen auf dem Gelände des zur Weinbauschule gehörenden Weinbauversuchsguts Burg Wildeck und die Sanierung des durch Gipsabbau im 19. Jahrhundert geschädigten Weinsberger Burgbergs durch Anlage neuer Weinberge. Im Weinbau widmete er sich unter anderem dem Einsatz von Kompost zur Bodenverbesserung und Erosionsminderung, der Beregnung und dem Einsatz von Öfen zur Verhinderung von Spätfrostschäden sowie der Verbesserung des Rotweinausbaus durch Einsatz neuer Materialien und neuer Gärsysteme zur besseren Farbstoffausbeute. Er war außerdem Vorsitzender der Prüfungskommission für die Prämierung der Württemberger Weine beim Weinbauverband Württemberg und Gebietsbevollmächtigter der DLG.
Nach seiner Pensionierung zog Ernst Klenk 1972 nach Wiesbaden, wo er im Ruhestand lebte. Er blieb aber weiterhin der Stadt Weinsberg verbunden und förderte den Justinus-Kerner-Verein. Am 24. Juli 1996 wurde er auf dem Friedhof von Hochheim am Main beigesetzt.

## Auszeichnungen
Zu seinem 65. Geburtstag am 6. Januar 1970 ernannte die Stadt Weinsberg Ernst Klenk zu ihrem Ehrenbürger. Zum Abschied als Direktor der Weinbauschule am 25. März 1970 wurde ihm das Bundesverdienstkreuz 1. Klasse verliehen. Außerdem erhielt er die Bassermann-Jordan-Medaille der DLG, wurde Ehrenmitglied des Weinbauverbandes Württemberg und Ehrenvorstand des Vereins Weinsberger Ehemaliger.